# Berlin-Kaulsdorf
Berlin-Kaulsdorf [ˈkaʊ̯lsˌdɔʁf]  est un quartier faisant partie de l'arrondissement de Marzahn-Hellersdorf dans l'est de la capitale allemande. L'ancien village a été intégré à Berlin lors de la réforme territoriale du Grand Berlin le 1er octobre 1920. Avant la réforme de l'administration de 2001, il faisait partie du district de Hellersdorf. Le quartier se caractérise par son cœur du vieux village et des vastes zones bâties composées de maisons individuelles ou de deux logements.

## Géographie

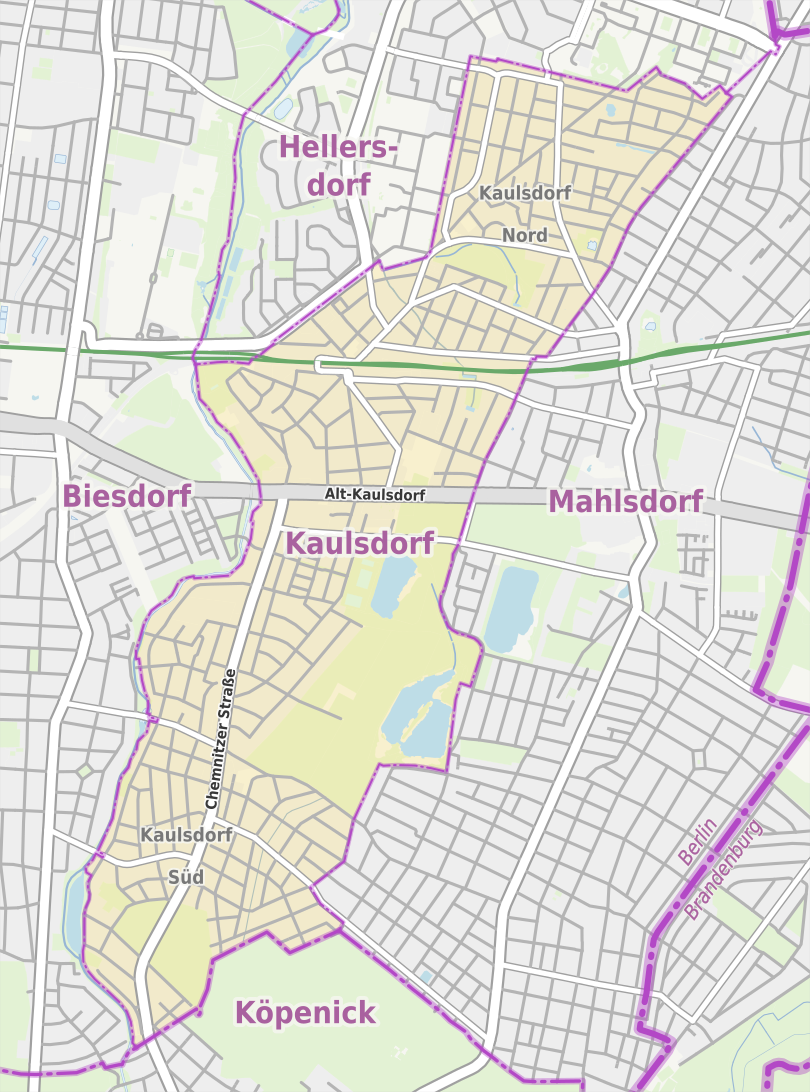
Carte de Kaulsdorf et des quartiers limitrophes.

Le quartier se trouve au pied du plateau de Barnim qui s’élève au nord-est de la vallée de la Spree. La vallée de la rivière Wuhle forme la limite orientale. Au sud, Kaulsdorf est limitrophe de l'arrondissement de Treptow-Köpenick ; il confine également au quartier de Biesdorf vers l'ouest, au quartier de Mahlsdorf à l'est et au quartier de Hellersdorf vers le nord.
La ligne de chemin de fer de Prusse-Orientale, avec la gare de Berlin-Kaulsdorf, et la Bundesstraße 1/5 traversent le quartier. 

## Population
En 1895 résidaient 750 personnes à Kaulsdorf. Un chiffre qui augmenta jusqu'à environ 4 000 habitants en 1920 avec l'installation de nouvelles familles, surtout le long de la voie ferrée (ligne de Prusse-Orientale).
Le quartier comptait 19 026 habitants le 1er janvier 2017 selon le registre des déclarations domiciliaires.

## Histoire
L'ancien village s'est développé vers la fin du XIIe siècle au cours de la colonisation germanique dans la marche de Brandebourg, évidemment sur le terrain d'une habitation slave précédente. Les résidents élevèrent dans ce lieu une première église vers l'an 1250.
Le nom d'un certain Nicolao de Caulestorp apparut pour la première fois en 1285 ; le lieu de Caulstorp a été cité pour la première fois dans un acte de donation remontant à l'an 1347, délivré par le margrave Louis V. En 1412, le domaine devint propriété de l'église Saint-Pierre à Cölln puis, en 1536, de la nouvelle cathédrale de Berlin.
Au XVIIe siècle, le village fut ravagé lors de la guerre de Trente Ans et repeuplé sous le règne du « Grand Électeur » Frédéric-Guillaume de Brandebourg. En 1782, le domaine de Kaulsdorf a été acquis par Franz Karl Achard, un membre de l'Académie royale des sciences de Prusse, qui y réalisa la recherche et l'expérimentation agricole, notamment la culture de la betterave sucrière. La gare de Kaulsdorf a été inaugurée en 1869.

## Personnalités liées à Kaulsdorf
- Franz Karl Achard (1753–1821), scientifique ;
- Ludwig Renn (1889-1979), écrivain, y habitait de 1952 jusqu'à sa mort ;
- Erich Knauf (1895-1944), journaliste et écrivain, habitait à Kaulsdorf ;
- Ludwig Turek (1898-1975), écrivain, habitait à Kaulsdorf ;
- Erich Ohser dit e.o.plauen (1903-1944), dessinateur, habitait à Kaulsdorf.